# Transmembranski domen
Transmembranski domen najčešće označava transmembranski alfa heliks transmembranskog proteina. On se naziva domenom zato što alfa-heliks u membrani može biti savijen nezavisno od ostatka proteina, slično domenima u vodi rastvornih proteina. U širem smislu, transmembranski domen je svaka tri-dimenziona proteinska struktura koja je termodinamički stabilna u membrani. To može da bude jedan alfa heliks, stabilni kompleks nekoliko transmembranskih alfa heliksa, transmembranski beta barel, beta-heliks gramicidina A, ili neka druga struktura.
Transmembranski heliksi najčešće sadrže 20 aminokiselina, mada oni mogu biti mnogo duži ili kraći.

## Identifikacija transmembranskih heliksa
Transmembranski heliksi su vidljivi u strukturama membranskih proteina određenih difrakcijom X-zraka. Oni se mogu predvideti na osnovu skala hidrofobnosti. Zato što su unutrašnjost dvosloja i većine transmembranskih proteina poznatih struktura hidrofobne, smatra se je preduslov za amino kiseline koje premoštavaju membrane da su takođe hidrofobne. Međutim, membranske pumpe i jonski kanali takođe sadrže brojne naelektrisane i polarne ostatke sa generalno nepolarnim transmembranskim segmentima.

## Dodatna literatura
- Partridge AW, Liu S, Kim S, Bowie JU, Ginsberg MH (2005). „Transmembrane domain helix packing stabilizes integrin alphaIIbbeta3 in the low affinity state”. The Journal of Biological Chemistry. 280 (8): 7294—300. PMID 15591321. doi:10.1074/jbc.M412701200.
- Li R, Bennett JS, Degrado WF (2004). „Structural basis for integrin alphaIIbbeta3 clustering”. Biochemical Society Transactions. 32 (Pt3): 412—5. PMID 15157149. doi:10.1042/BST0320412.

## Spoljašnje veze
- Архивирано на веб-сајту  (10. август 2011)